# Retiro
Retiro este un municipiu din departamentul Antioquia, Columbia.